# أشلي وليامز (مصممة أزياء)
أشلي وليامز (بالإنجليزية: Ashley Williams)‏ هي مصممة أزياء بريطانية، ولدت في 28 يوليو 1988.